# إدغار شاندلير
إدغار شاندلير (بالإنجليزية: Edgar Chandler)‏ هو لاعب كرة قدم أمريكية أمريكي، ولد في 31 أغسطس 1946 في كيدرتون في الولايات المتحدة، وتوفي في 17 أكتوبر 1992 في روما في الولايات المتحدة.

## وصلات خارجية
- إدغار شاندلير على موقع مرجع كرة القدم المحترفة.كوم (الإنجليزية)
- إدغار شاندلير على موقع قاعة جورجيا للمشاهير الرياضية (مؤرشف) (الإنجليزية)